# Pseudoliarus palestinensis
Pseudoliarus palestinensis är en insektsart som beskrevs av Rauno E. Linnavuori 1962. Pseudoliarus palestinensis ingår i släktet Pseudoliarus och familjen kilstritar.
Artens utbredningsområde är Israel. Inga underarter finns listade i Catalogue of Life.